# Пйотрковиці (Єнджейовський повіт)
Пйотрковиці (пол. Piotrkowice) — село в Польщі, у гміні Водзіслав Єнджейовського повіту Свентокшиського воєводства.
Населення — 349 осіб (2011).
У 1975-1998 роках село належало до Келецького воєводства.

## Демографія
Демографічна структура на день 31 березня 2011 року:
|          | Загалом | Допрацездатний вік | Працездатний вік | Постпрацездатний вік |
| -------- | ------- | ------------------ | ---------------- | -------------------- |
| Чоловіки | 177     | 34                 | 114              | 29                   |
| Жінки    | 172     | 29                 | 80               | 63                   |
| Разом    | 349     | 63                 | 194              | 92                   |